# 珍珠寶螺
珍珠寶螺（学名：Cypraea margarita）为寶螺科寶螺屬下的一个种。